# Spybot - Search & Destroy
Spybot - Search & Destroy (a menudo Spybot S&D) es un programa que elimina malware, spyware y adware. Trabaja desde Microsoft Windows 95 en adelante. Como la mayoría de los buscadores de malware, Spybot-S&D explora el disco duro o la memoria RAM de la computadora en busca de software malicioso.
Fue escrito por el ingeniero de software alemán Patrick Michael Kolla, y es distribuido como freeware por su compañía Safer Networking Limited. El desarrollo comenzó en 2000 cuando Kolla, aún estudiante, escribió un pequeño programa para tratar con los programas de Aureate/Radiate y Conducent TimeSink, dos de los primeros ejemplos de adware.

## Características
Puede arreglar problemas con cookies de seguimiento, el registro de Windows, LSPs de Winsock, objetos ActiveX, secuestrador de navegadores y BHOs, y puede proteger la privacidad de un usuario en cierto grado, suprimiendo pistas de uso. También incluye una característica de "inmunización" que se puede usar para bloquear la posibilidad de instalación o ejecución de ciertos spywares, similar a como hace el SpywareBlaster. Otra herramienta incluida es una eliminación segura de archivos. Spybot no intenta reemplazar programas antivirus, pero también detecta algunos troyanos y keyloggers comunes.
Debido a que algunos programas que vienen con spyware o adware adjunto rechazarán funcionar si se eliminan los programas maliciosos, las últimas versiones del Spybot permiten reemplazar los archivos binarios de spyware con imitaciones inertes diseñadas para engañar esos programas que insisten en la presencia de los spyware.
Para detectar eficientemente programas creados recientemente, Kolla lanza regularmente actualizaciones de detección junto con mejoras en la ayuda, nuevos lenguajes y mejores algoritmos heurísticos. Estas actualizaciones son descargadas con el Spybot desde una variedad de "mirrors" y después son instaladas automáticamente.
Spybot está disponible para todas las versiones de Windows desde Windows 95 en adelante, y ofrece, para los usuarios, más de dos docenas de lenguajes diferentes y varias pieles. Las instrucciones están disponibles en el sitio web para que los usuarios pueden diseñar sus propios "skins".
El soporte actualmente se provee por medio de foros de internet y correo electrónico (con un tiempo de respuesta de usualmente no más de 24 horas).

## Soporte y premios
Spybot ha sido aplaudido por su facilidad de uso e instalación, soporte y actualizaciones gratis, la capacidad de deshacer cada paso y excelente conjunto de características. Es uno de los programas anti-spyware gratis más recomendados en Internet y ha ganado numerosos premios, incluyendo el Best Buy (Mejor Compra) y el World Class 2003 Awards (Premios de Clase Mundial 2003) de la revista PC World, Editor Choice (Selección del Editor) de la revista PC Magazine, y Top Buy #1 de la revista PC User. También ha sido recomendado por CNet, ZDNet, Wall Street Journal, The Guardian, MSNBC, CNN y otros.

## Curiosidades
En la licencia de Spybot, Kolla dedica Spybot "a la chica más maravillosa del mundo". Muchos creen que ella es la novia de Kolla, pero el título va realmente a una de sus amigas más cercanas, que no corresponde al amor de Kolla.